# Bovo III.
Bovo III. († 948) war von 942 bis 948 Abt von Corvey.
Er war ein Verwandter von Otto I. Er hatte den Ruf eines gelehrten und weisen Mannes. Adam von Bremen erwähnt einen Autor mit diesem Namen, der eine Arbeit über die Ereignisse seiner Zeit verfasst hat. Möglicherweise war es dieser Bovo, es wurden als Verfasser aber auch Bovo I. und sogar Bovo II. genannt.  
Er war häufig im Frieden wie auch auf Kriegszügen in der Nähe Ottos. Er erwarb für das Stift Besitzungen im Hessengau. 945 verlieh Otto I. Meppen, das damals dem Kloster gehörte, Münz- und Zollrechte. Hinzu kam kurze Zeit später die Marktgerechtigkeit und die Unabhängigkeit von der weltlichen Gerichtsbarkeit. 